# Memento (film)
|  | For den amerikanske spillefilm instrueret af Christopher Nolan, se Memento |
Memento er en dansk kortfilm fra 1995 instrueret af Antonia D. Carnerud efter manuskript af Peter Östlund og Antonia D. Carnerud.

## Handling
Blodige sommerbilleder fra eks-Jugoslavien med det klassiske krigstema om drengen, der må forlade moder og barndomshjem for at gå i krig. Moderen venter tålmodigt i landsbyen, og en dag dukker drengen op igen. En dreng i en kampvogn på vej mod meningsløs ødelæggelse af sin egen landsby. Drengen tøver og i en stakket stund standser krigen, før kampvognene fortsætter deres dødelige kværnen.

## Medvirkende
- Rade Serbedzija
- Guðrún Gísladóttir S.
- Nenad Cvetko
- Anneli Meyerhed
- Urban Pettersson
- Willy Modin